# Rodolfo Neri Vela
Rodolfo Neri Vela (Chilpancingo de los Bravo, 19 de febrero de 1952) es un doctor en ingeniería  mexicano. Fue el primer astronauta mexicano en ir al espacio en su primera misión y  el segundo latinoamericano (el primero fue el cosmonauta Arnaldo Tamayo Méndez, de Cuba), al crearse un programa de colaboración entre la Secretaría de Comunicaciones y Transportes de México (SCT) y la NASA.

## Primeros años
Rodolfo Neri Vela nació en la casa de sus abuelos paternos, en la calle 5 de mayo del número 11, en el centro de la ciudad de Chilpancingo de los Bravo, Estado de Guerrero Junto con sus hermanos, se mudaron a Iztacalco en la Ciudad de México cuando Rodolfo tenía cinco años.

## Educación
Recibió en 1975 el título en ingeniería mecánica-eléctrica con especialidad en comunicaciones en la Universidad Nacional Autónoma de México (UNAM); estudió la maestría en sistemas de telecomunicación entre 1975 y 1976 en la Universidad de Essex, en el Reino Unido; obtuvo el grado de doctor en radiación electromagnética en la Universidad de Birmingham, Reino Unido, en 1979, y en esa misma institución realizó investigaciones posdoctorales durante un año, enfocándose en guías de ondas.
Había cursado la primaria en el Instituto México Primaria, el Colegio Euterpe, Benito Juárez y Heroicos Cadetes, de la SEP, la secundaria en Iniciación Universitaria, perteneciente a la Escuela Nacional Preparatoria 2 y la preparatoria en la misma Escuela Nacional Preparatoria 2 de la UNAM, en ese entonces ubicado en el centro histórico cursando el área 2 (médico-biológicas) con el fin de estudiar Química Metalúrgica.

## Experiencia
El doctor Neri Vela participó, de 1989 a 1990, en el diseño de la Estación Espacial Alfa, de la Agencia Espacial Europea, y en los últimos años se ha desempeñado como profesor de la Facultad de Ingeniería de la UNAM, impartiendo cursos de matemáticas, teoría electromagnética, circuitos eléctricos, análisis de señales, antenas y comunicación por satélite, información fruto de su trabajo en el Instituto de Investigación Eléctrica, en México, en el Grupo de Radiocomunicaciones.
Ha trabajado también en el Instituto de Ingenieros Eléctricos y Electrónicos, EUA, en la  Institución de Ingenieros Eléctricos, Reino Unido, en la Asociación Mexicana de Ingenieros en Comunicaciones Eléctricas y Electrónicas y en el Colegio de Ingenieros Mecánicos y Electricistas.
Durante el 2010 y 2011 colaboró en la creación de la Agencia Espacial Mexicana.

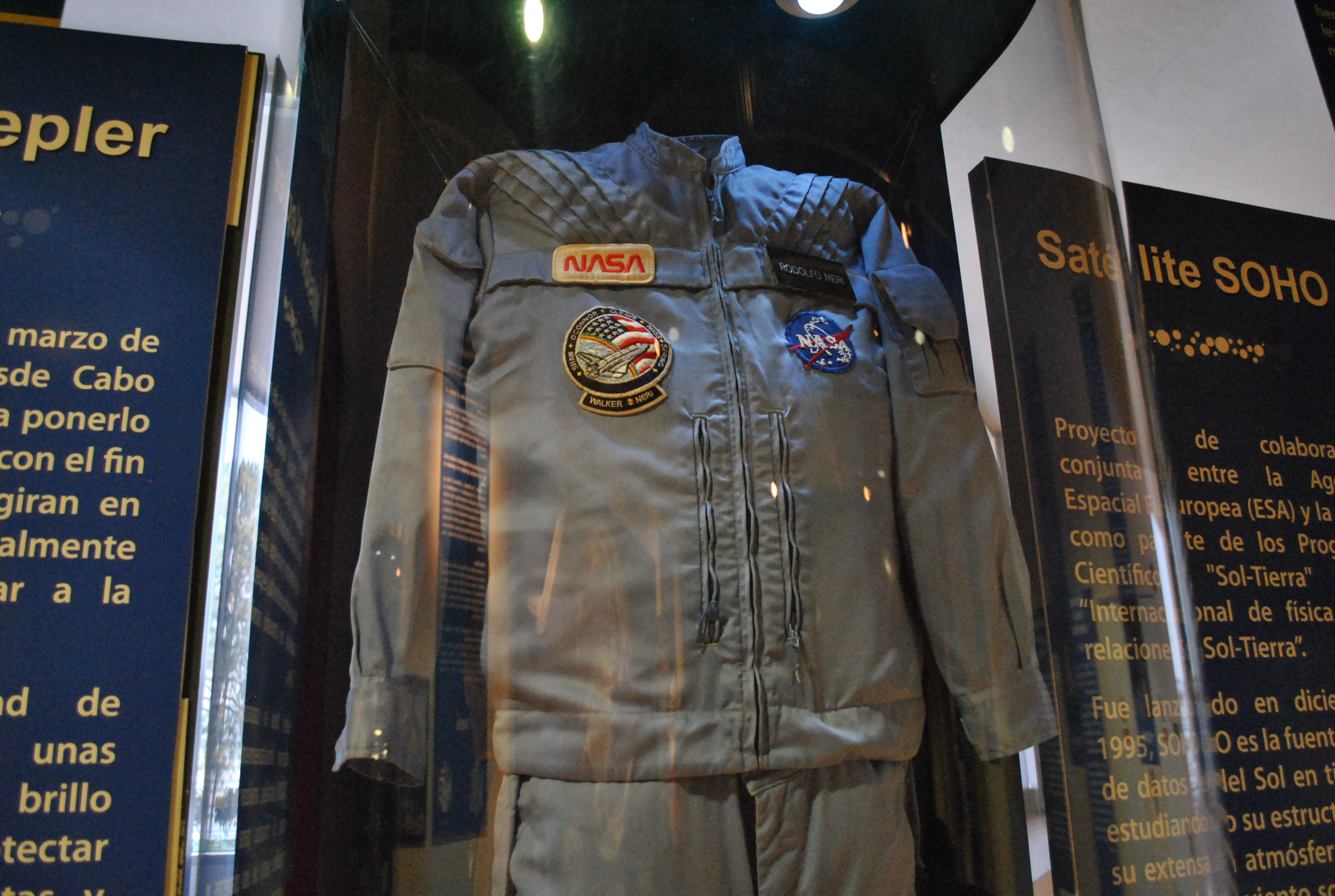
Uniforme de Neri Vela conservado en el Museo Tecnológico de la Ciudad de México.

Insignia de la Secretaría de Comunicaciones y Transportes usada por Neri.

## Experiencia en vuelo espacial
Participó como especialista en la Misión STS-61-B del Transbordador Espacial Atlantis, llevando a cabo una serie de experimentos diseñados por científicos mexicanos. La misión despegó la noche del 26 de noviembre de 1985 desde el Centro Espacial Kennedy, en Florida, y regresó a tierra en la Base Edwards de la Fuerza Aérea Estadounidense en California el 3 de diciembre. El objetivo principal era poner en órbita tres satélites de comunicación, el Morelos II, AUSSATT II y SATCOM K-2.
Al fin de la mission, Neri había viajado 2,4 millones de millas (3,8 millones de kilómetros) en 108 órbitas terrestres, y acumulado más de 165 horas en el espacio. [NASA (1985). "Rodolfo Neri Vela (Ph.D.) Biography". NASA. Retrieved 4 de octubre de 2007.]
Neri solicitó tortillas de trigo en su dotación de alimentos para el vuelo. Posteriormente, NASA comenzó a incluir tortillas en misiones del Trasbordador y la Estación Espacial Internacional (EEI), puesto que las tortillas, a diferencia del pan común y corriente, no hacen migas y se pueden usar para emparedados o para contener otros alimentos. Desde entonces, las tortillas han gozado del favor de los astronautas y son parte habitual del menu en la EEI. Los tripulantes las usan para hacer burritos de desayuno, hamburguesas, y hasta emparedados de mantequilla de cacahuate y mermelada. ["Space Station 20th: Food on ISS - NASA". 14 de agosto de 2020.]

## Actualidad
Se dedica a la divulgación científica y a dar cátedra con respecto a la termodinámica y la ingeniería espacial. En 2014, impartió una conferencia en el Instituto Tecnológico de Ciudad Juárez, en el marco del 50 aniversario de la institución, sobre astronomía. Motivó a los alumnos a que busquen mejores oportunidades de trabajo, a que aprovechen la ubicación de Ciudad Juárez que permite buscar nuevos horizontes en Estados Unidos.
"Sin duda alguna, es un digno mexicano que merece respeto y admiración por nosotros, sus compatriotas" Vicente Fox Quesada.[cita requerida]
Actualmente, posee familiares vivos en León y Salamanca Guanajuato.
En 2016 tuvo una participación en el doblaje latinoamericano la película de "Buscando a Dory" como el narrador de la grabación del Instituto de Vida Marina de su mismo nombre, debido a su importancia en el campo de la ciencia en México. Para la voz de esta grabación en la adaptación de diferentes doblajes se escogieron únicamente figuras reconocidas de la ciencia dependiendo del lugar de origen del doblaje, además de que se mantuvo el nombre original de la persona para el personaje, por lo que en la versión mexicana, el personaje lleva el nombre de Rodolfo Neri Vela.
El cineasta Ricardo Arnaiz tiene contemplado realizar un documental biográfico del astronauta bajo el nombre “Neri Vela: Espacio sin Límites”, siendo este el segundo trabajo en acción viva de su empresa Animex Producciones y que también se lanzaría en plataformas de Netflix durante el mes de noviembre del 2025 coincidiendo con el 40 aniversario de su misión en el STS-61-B.

## Publicaciones
- Neri Vela, Rodolfo; Ramón Soberón Kuri (1984). El ingeniero en electricidad y electrónica, ¿Qué hace?. México, D. F.: Alhambra Mexicana. ISBN 9789684440357. OCLC 21308198.
- Neri Vela, Rodolfo; Carlos Elizondo (1986). El planeta azul : Misión 61-B. México, D. F.: EDAMEX. ISBN 9789684093287. OCLC 15155985.
- Neri Vela, Rodolfo; Jorge L Ruiz G (1987). El pequeño astronauta. México, D. F.: Consejo Nacional de Ciencia y Tecnología. ISBN 9789688231975. OCLC 19739242.
- Neri Vela, Rodolfo (1988). Satélites de comunicaciones. México: McGraw-Hill. ISBN 8476156286.
- Neri Vela, Rodolfo (1989). La exploración y uso del espacio. México, D. F.: Consejo Nacional de Ciencia y Tecnología. ISBN 9789688231036. OCLC 24257788.
- Neri Vela, Rodolfo; Bernardo Martínez Avalos (1990). Construya e instale su propia antena parabolica. México, D. F.: Consejo Nacional de Ciencia y Tecnología. ISBN 9789688231685. OCLC 24494639.
- Neri Vela, Rodolfo (1989). The blue planet. A trip to space (en inglés). Nueva York: Vantage Press.
- Neri Vela, Rodolfo (1990). Manned space stations. Their construction, operation and potential application (en inglés). París: European Space Agency SP-1137. ISBN 9290921242.
- Neri Vela, Rodolfo (1990). 2035: Emergency mission to Mars (en inglés). Nueva York: Vantage Press.
- Neri Vela, Rodolfo (1991). Los eclipses y el movimiento del universo (en inglés). México: Grupo Editorial Iberoamérica. ISBN 9789687270760. OCLC 25668587.
- Neri Vela, Rodolfo (1992). Vuelta al mundo en noventa minutos. México: Atlántida. ISBN 9686868003. OCLC 30537012.
- Neri Vela, Rodolfo; B. Martínez (1993). La Gran Carrera Intergaláctica (juego de mesa). México: Novedades Montecarlo.
- Neri Vela, Rodolfo (1993). El Universo del hombre  y su Sistema Solar (Serie Juvenil del Espacio, Vol 1.). México: Atlántida. ISBN 9686868011.
- Neri Vela, Rodolfo (1993). Estaciones espaciales habitadas. México: Atlántida. ISBN 968686802X.
- Neri Vela, Rodolfo (1999). Líneas de transmisión. México: McGraw-Hill. ISBN 9789701025468. OCLC 45878412.
- Neri Vela, Rodolfo (2003). Comunicaciones por satélite. México: Thomson. ISBN 9789706862822. OCLC 55022508.